# 基希湖 (巴伐利亞)
47°49′08″N 11°37′05″E / 47.81889°N 11.61806°E

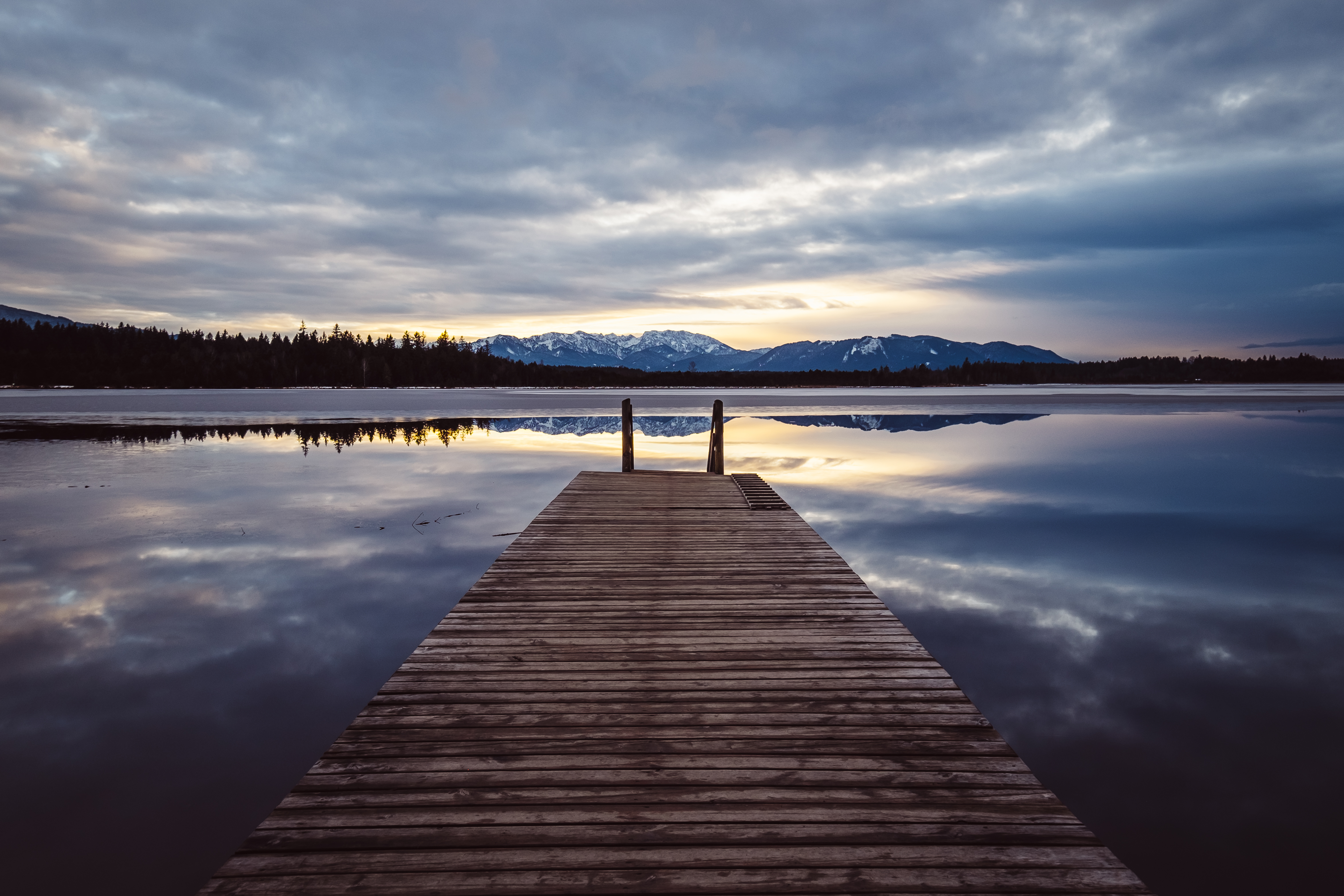

基希湖（德語：Kirchsee），是德國的湖泊，位於該國東南部，由巴伐利亞負責管轄，處於薩克森卡姆，面積0.42平方公里，海拔高度699米，最大水深16米，每年平均降雨量1,764毫米。